# Karlsruher Rheinklub Alemannia
Der Karlsruher Rheinklub Alemannia wurde 1901 gegründet und ist ein reiner Ruderverein. Trainiert wird in Karlsruhe im strömungsfreien und relativ windgeschützten Rheinhafen Karlsruhe. Das Trainingsgebiet ist jedoch nicht nur auf den schnurgeraden drei Kilometer langen Hafen begrenzt, erfahrene Ruderer befahren teilweise auch den Rhein bzw. die Altrheinarme.
Die Alemannia betreibt seit einigen Jahren intensiv Jugendarbeit und konnte so im Jahr 2005 für die teilnehmerstärkste Mannschaft der Talentiade einen Preis gewinnen. Neben den Brüdern Franz und Josef Gravenhorst erzielten auch einige Jugendliche Erfolge auf lokalen sowie internationalen Ruderregatten.
In den 1960er Jahren waren Ruderer des Vereins international erfolgreich. Der Zweier ohne Steuermann mit Michael Schwan und Wolfgang Hottenrott gewann 1964 die Bronzemedaille bei den Olympischen Spielen in Tokio. Schwan wurde 1966 auch Weltmeister im Achter. 1964 und 1965 wurden Schwan und Hottenrott für den Verein Deutscher Meister.

## Regatten und Veranstaltungen
Jährlich wiederkehrend nimmt der Verein an zahlreichen regionalen, nationalen und internationalen Regatten teil und trägt gemeinsam mit dem Nachbarverein, dem KRV Wiking den sogenannten Herbstsprint im Karlsruher Rheinhafen aus. Zu den jährlichen Veranstaltungen zählt auch das seit 2012 stattfindende Event All you can row, das der Verein mit der Unterstützung des Landesruderverbandes Baden-Württemberg und unter der Schirmherrschaft des Deutschen Ruderverbandes austrägt.